# الحسينية (إدلب)
الحسينية قرية تتبع ناحية سراقب في منطقة إدلب في محافظة إدلب في سورية.